# バウハウス (出版)
株式会社バウハウス（正式な表記は「バウ．ハウス」）は、日本の出版社。所在地は東京都新宿区矢来町。
主に男性向けの雑誌やビデオ、DVDの制作・販売を手がけた。2007年、分社化されたメディア・クライス株式会社に出版物の発行を含む全業務を引き継いだ。

## 沿革
1996年3月22日設立、2007年3月26日、メディア・クライス株式会社が全業務を引き継ぐ。

## 過去の発行誌
※は2001年5月頃にヌーベルグー(後のジャック・メディア・キャピタル)へ譲渡
メディア・クライスに引き継いで刊行した雑誌はこちらを参照。

### 一般誌
- 懸賞フレンド
- ストリート・ジャム

### ファッション誌
- KERA ※

### 男性向け雑誌
- ヴァッカ! (Vacca!)
- MEGA CITY
- BLACKBOX
- BiDaN ※

### グラビア雑誌
- ラッキークレープ